# Селетручел
Селетручел (рум. Sălătrucel) — село у повіті Вилча в Румунії. Входить до складу комуни Селетручел.
Село розташоване на відстані 162 км на північний захід від Бухареста, 15 км на північ від Римніку-Вилчі, 112 км на північний схід від Крайови, 105 км на південний захід від Брашова.

## Населення
За даними перепису населення 2002 року у селі проживали 1367 осіб. Рідною мовою 1366 осіб (99,9%) назвали румунську.
Національний склад населення села:
| Національність | Кількість осіб | Відсоток |
| -------------- | -------------- | -------- |
| румуни         | 1357           | 99,3%    |
| цигани         | 10             | 0,7%     |